# Nightbook
Nightbook è un album, uscito nel 2009, del pianista italiano Ludovico Einaudi ed ha raggiunto l'undicesima posizione nella classifica generale rimanendo per tre settimane nella Top 20.

## Tracce
1. In Principio – 2:51
2. Lady Labyrinth – 5:30
3. Nightbook – 5:50
4. Indaco – 5:21
5. The Snow Prelude N. 15 – 4:29
6. Eros – 5:37
7. The Crane Dance – 3:04
8. The Snow Prelude N. 2 – 4:09
9. The Tower – 4:41
10. Rêverie – 4:40
11. Bye Bye Mon Amour – 7:37
12. The Planets – 7:07
13. Solo – 6:43

Durata totale: 67:39